# Áhkká
Az Áhkká egy hegyvonulat, amelynek neve számi nyelven öreg hölgyet jelent. Az Áhkká szó elsvédesített változata az Akka. Az Áhkká hegyvonulat Svédországban Lappföldön a Stora Sjöfallet Nemzeti Park délnyugati sarkában található. 
A hegyvonulatnak tizenegy önálló kiemelkedése van, valamint számos gleccser folyik le az oldalán. Legmagasabb pontja a 2016 méter magas Stortoppen. Ez a nyolcadik legmagasabb hegycsúcs Svédországban. Az egyik legjellegzetesebb tulajdonsága ezen hegyvonulatnak, hogy egyik pontján egy 1563 méteres függőleges sziklafal található, amely a hegy csúcsától az Akkajaure tóig ér, amely lenn a völgyben fekszik. Ez a legnagyobb függőleges sziklafal Svédországban. A tavon korábban létesített vízerőmű gátja szabályozza a tó vizének magasságát. A víztározó és a mögötte kimagasló hegyvidék megkapó panorámája miatt Lappföld Királynőjének nevezik a hegyvonulatot. A számi hagyományok szerint a hegy szent hely. 

## Galéria

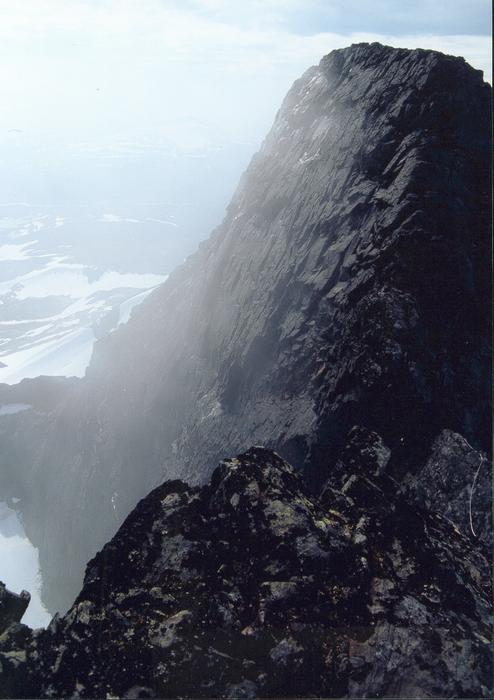
Áhkká hegycsúcsai észak felől
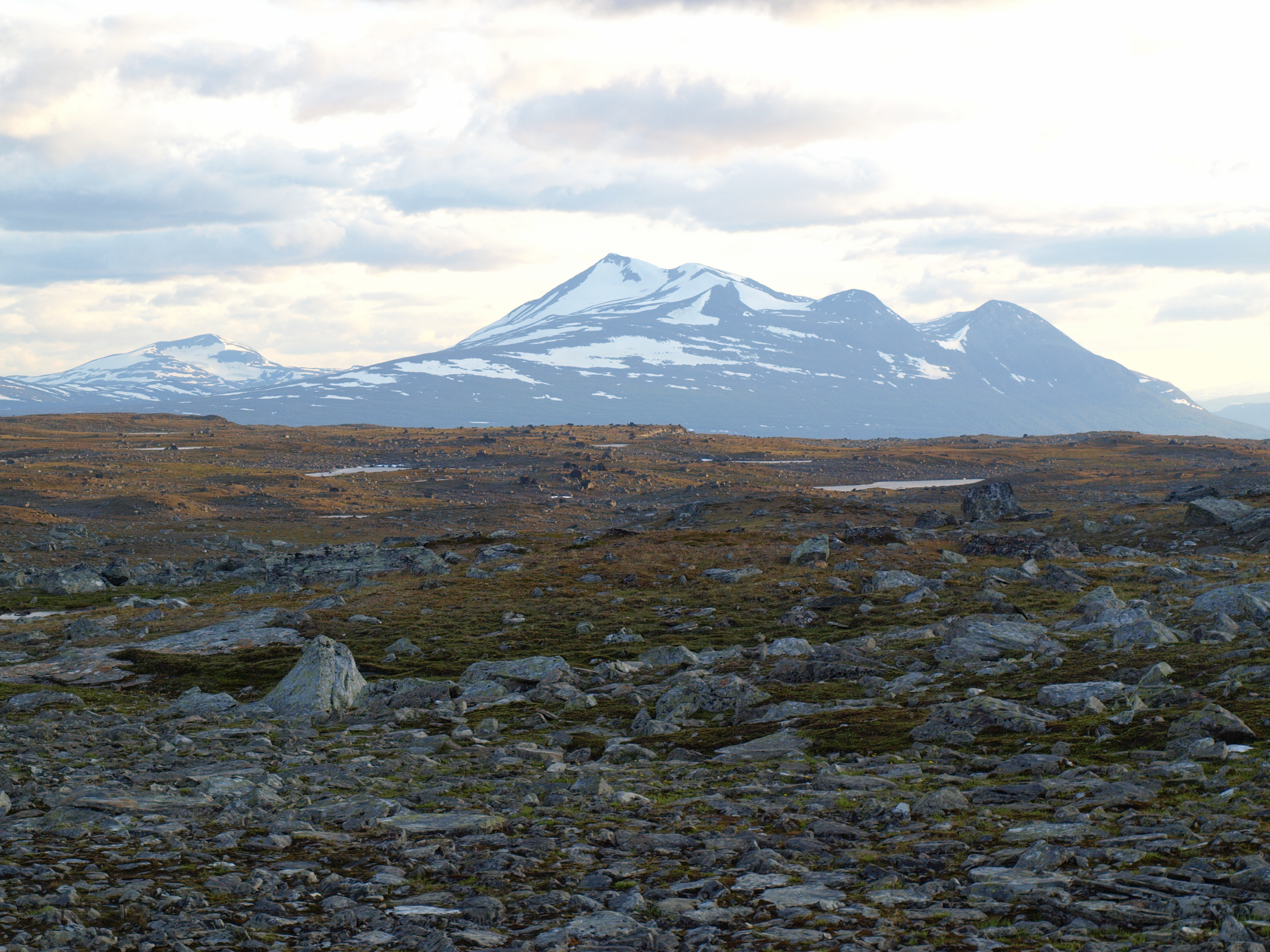
Az Áhkká hegycsúcsai északkelet felől

## Fordítás
Ez a szócikk részben vagy egészben  az   Áhkká című angol Wikipédia-szócikk fordításán alapul.  Az eredeti cikk szerkesztőit annak laptörténete sorolja fel. Ez a jelzés csupán a megfogalmazás eredetét és a szerzői jogokat jelzi, nem szolgál a cikkben szereplő információk forrásmegjelöléseként.